# Ситник сизий
Ситник сизий, ситник пониклий (Juncus inflexus) — вид трав'янистих рослин з родини ситникових (Juncaceae), поширений у Африці, Європі, Азії.

## Опис
Багаторічна трав'яниста рослина 30–90 см заввишки. Рослина утворює дернину. Стебла легко стискаються (з переривчастою губчастої тканиною), борознисті, при основі оточені темно-пурпуровими піхвами. Листки прикореневі. Листочки оцвітини довго загострені, зелені, на краях коричневі, нерівні. Коробочка з коротким носиком, бура, майже однієї довжини з оцвітиною. Насіння коричневе, від косо-яйцеподібної до довгастої форми, ≈ 0.6 мм, сітчасте. 2n = 38, 40, 42.

## Поширення
Поширений у Африці, Європі, Азії; натуралізований в Австралії, Новій Зеландії, США, Канаді, Уругваї, Фінляндії, Шрі-Ланці, В'єтнамі, Індонезії.
В Україні вид зростає на вологих місцях, луках, берегах річок — на б. ч. території (крім пд. ч. Степу і Криму).

## Галерея

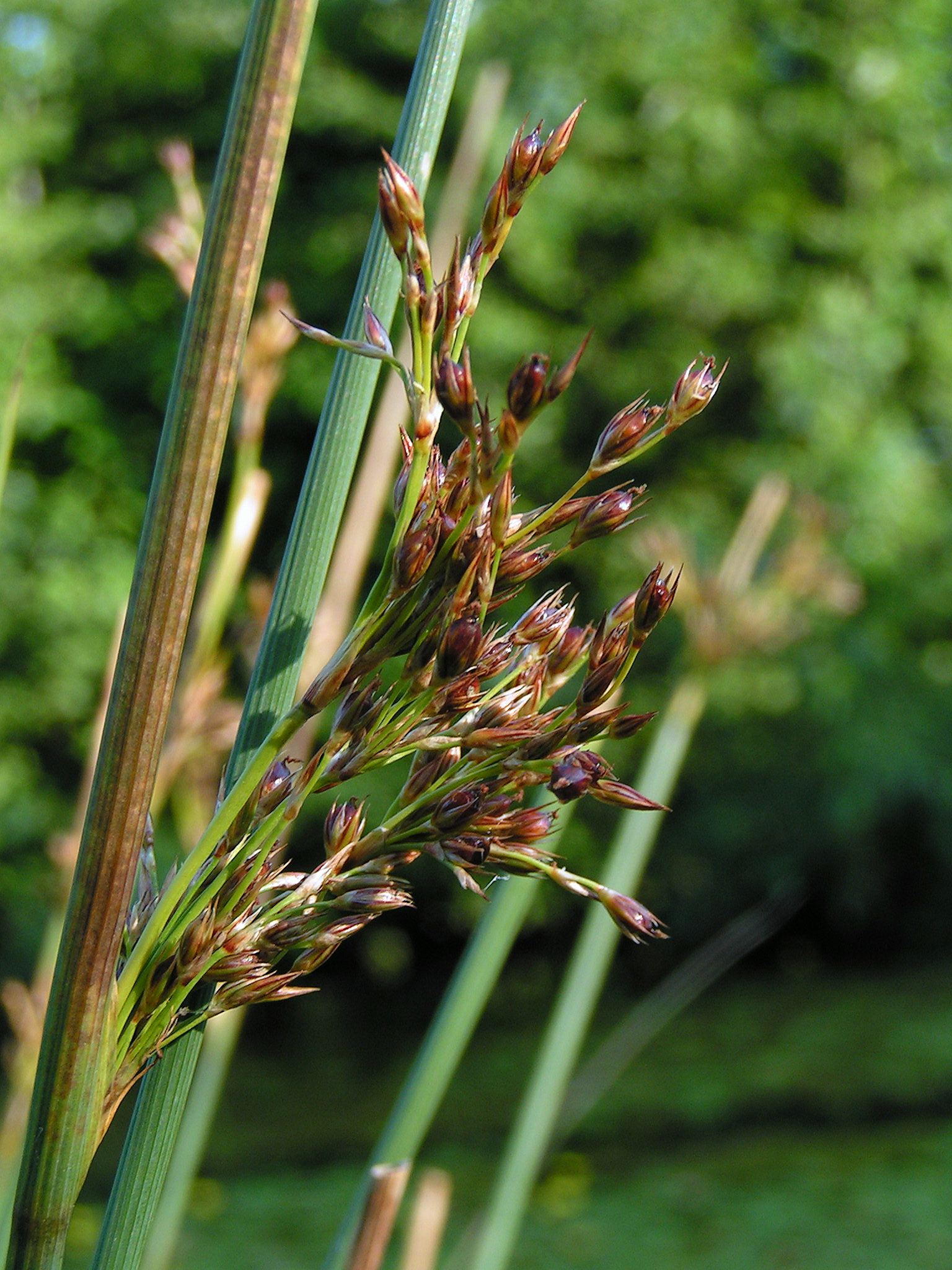
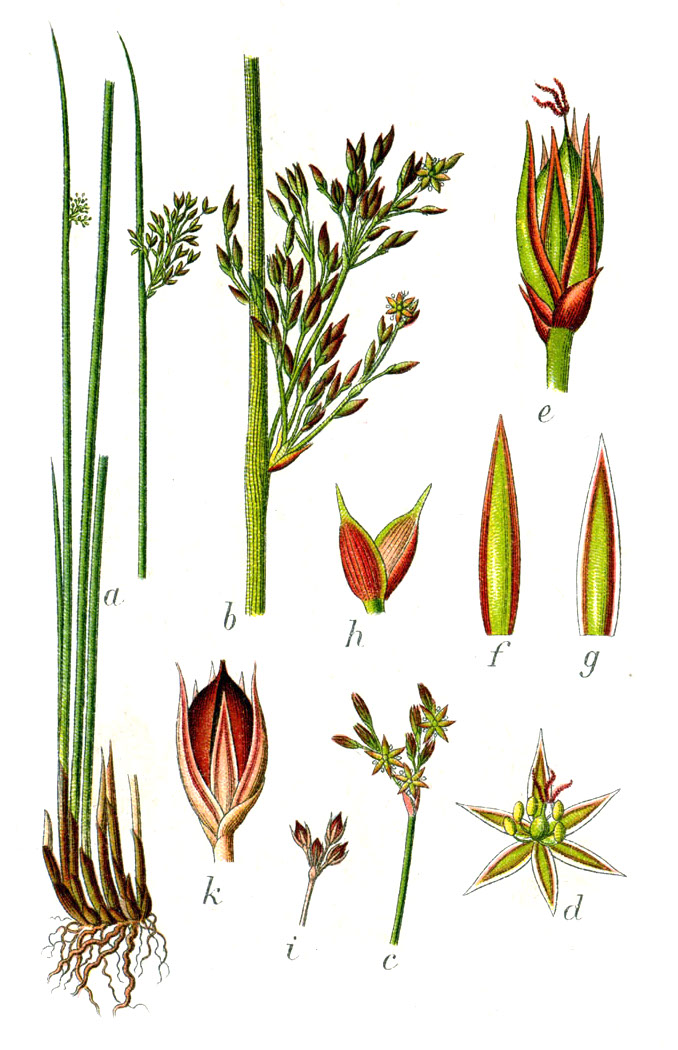